# Margot Frank
Margot Betti Frank (Fráncfort del Meno, 16 de febrero de 1926-Bergen-Belsen, c. 12 de febrero de 1945) fue la hija mayor de Otto y Edith Frank y hermana mayor de Ana Frank. La orden de deportación de Margot emitida por la Gestapo, apresuró a la familia Frank a esconderse. Según el diario de su hermana menor, Ana, Margot llevaba un diario personal, pero nunca se encontró rastro de él. Ambas murieron víctimas del Holocausto durante la Segunda Guerra Mundial, poco antes de la liberación del campo de concentración de Bergen-Belsen.

## Infancia en Alemania

Jeker School en Ámsterdam - Escuela donde estudió Margot Frank

Margot nació en 1926 como la primera hija de Otto y Edith Frank-Holländer. Su segundo nombre recordaba a su tía Bettina Holländer, que había muerto en 1914 a la edad de 16 años. La familia Frank era judía liberal. Su padre Otto trabajaba para el negocio familiar, el Michael Frank Bank. Margot vivió desde 1927 con sus padres en una espaciosa casa de alquiler en Marbachweg 307 y en 1931 vivió en Ganghoferstraße 24 —ambas en el distrito liberal de moda de Dornbusch llamado Dichterviertel (Barrio de los Poetas)— en Fráncfort del Meno. Ambas casas todavía existen. La familia vivía en una comunidad asimilada, y los niños crecieron con amigos católicos, protestantes y judíos. Margot a menudo se encontraba en el gran jardín de su casa, donde jugaba con los niños del vecindario. Tan pronto como su hermana Ana, nacida en 1929, pudo caminar, ella también estuvo presente. Tenían curiosidad por las fiestas del otro. Margot fue invitada a la fiesta de comunión de uno de sus amigos y cuando la familia Frank celebraba Janucá, a los niños del vecindario también se les permitía participar. Edith y Otto eran padres devotos, que estaban interesados en actividades académicas y tenían una extensa biblioteca; ambos padres animaron a sus niñas a leer.
En 1932, Margot ingresó en la Ludwig-Richter-Schule, una escuela pública cercana; y posteriormente al Varrentrapp-Schule, donde también recibió instrucción religiosa judía,
Los padres de Margot se alarmaron cuando, en el verano de 1932, grupos de sturmabteilung, portando brazaletes con esvásticas, marcharon por las calles de Fráncfort del Meno. En voz alta cantaban: "Si la sangre de los judíos escupe el puñal, entonces está bien". Al escuchar esto, Edith y Otto, discutieron sus preocupaciones entre sí. Era imposible para ellos abandonar su tierra natal de inmediato porque ganarse la vida en el extranjero era, por supuesto, un problema. El Partido Nacionalsocialista Obrero Alemán (NSDAP) de Adolf Hitler fue el mayor partido político de Alemania y ganó con más del 37% de los votos en las elecciones de julio de 1932. Seis meses después, el nazismo llegó al poder en Alemania.

## Exilio en los Países Bajos
Ni bien Hitler fue nombrado el 30 de enero de 1933 como Canciller de Alemania, comenzaron las medidas antijudías, entre las que se encontraba la expulsión de los escolares judíos de las escuelas no confesionales. En respuesta a la creciente ola de antisemitismo, la familia Frank decidió abandonar su patria y, junto a otros 63.000 judíos, inmigraron a Ámsterdam en los Países Bajos. Edith Frank y sus hijas, se mudaron con su madre a Aquisgrán en el verano de 1933, mientras que Otto Frank buscaba un nuevo hogar, comenzó su compañía Opekta, un negocio de gelificantes para la elaboración de mermeladas en la calle Prinsengracht en el centro de Ámsterdam. 
Edith viajó en reiteradas oportunidades entre Aquisgrán y Ámsterdam para encontrar alojamiento en la capital neerlandesa. Finalmente Margot y su madre se unieron a Otto el 5 de diciembre de 1933, mientras que Ana, se reunió con su familia en febrero de 1934.
Margot asistió a una escuela primaria cercana a su nuevo domicilio, en la Plaza Merwedeplein en el sur de Ámsterdam. En el vecindario al que se mudaron, conocieron a muchos otros judíos huidos de Alemania. Las dos niñas se matricularon en la escuela; Margot en una escuela pública donde se destacan sus habilidades para las aritméticas. Sus resultados escolares fueron excelentes, también en el Liceo de Señoritas hasta que, un año después de la invasión de los Países Bajos por los alemanes en 1940, una ley antijudía obligó a Margot a asistir al Liceo Judío. Allí, también destacó por su inteligencia y fue recordada por otros estudiantes de aquel entonces como una joven reservada y profundamente religiosa. Margot se adaptó rápidamente a su nueva vida, aprendió holandés en poco tiempo y encontró amigas, con quiénes estuvo unida.
Mientras que Ana asistió a una escuela Montessori, descubriendo allí sus habilidades de lectura y escritura, heredó la perspectiva liberal de su padre Otto en cuestiones de fe; Margot siguió el ejemplo de su madre y se introdujo en la comunidad judía de Ámsterdam donde asistía a clases de hebreo, iba a la sinagoga y, en 1941, se unió a un grupo sionista neerlandés para jóvenes. Ana era la preferida de su padre y Margot, la de su madre.

## Ocupación alemana
Fue una sorpresa cuando los ejércitos alemanes invadieron los Países Bajos el 10 de mayo de 1940. Aunque las primeras medidas antijudías pronto entraron en vigor, Margot y su hermana no se vieron afectadas en lo inmediato. Pero eso cambió en 1941, cuando ya no se les permitía ir al cine y eran excluidas de sus clubes deportivos. Una de las medidas más drásticas fue que a Margot y a otros niños judíos ya no se les permitió asistir a la escuela de su elección. Después del verano de 1941, Margot y su hermana tuvieron que asistir a una escuela judía solo con estudiantes y maestros judíos.
En el Liceo Judío, Margot demostró los conocimientos y la inteligencia que la habían hecho notable en sus escuelas anteriores y era recordada por sus antiguos compañeros como virtuosa, reservada y muy obediente. Margot tenía un gran círculo de amigos y disfrutaba remando y jugando al tenis en su tiempo libre. En su diario, Ana relató momentos en que su madre sugería a que emulara a Margot y, aunque escribió sobre su admiración a su hermana en algunos aspectos, como por ser guapa e inteligente, Ana buscó definir su propia individualidad sin modelos a seguir. Margot también demuestra que tiene una relación mucho mejor con su madre, y tenía una naturaleza mucho más modesta y tolerante en comparación con Ana, que era decidida y a menudo decía lo que pensaba.
Aunque su hermana Ana posteriormente también tomó clases de hebreo, como su padre, no estaba tan interesada en la tradición judía como Margot. Margot siguió el ejemplo de su madre, que se involucró en la comunidad judía liberal de Ámsterdam. Tomó clases de hebreo, asistió a la sinagoga y en 1941 se unió a un club sionista holandés para jóvenes que querían emigrar a Eretz Israel para fundar un estado judío, donde, como Ana Frank describió en su diario, deseaba convertirse en partera.

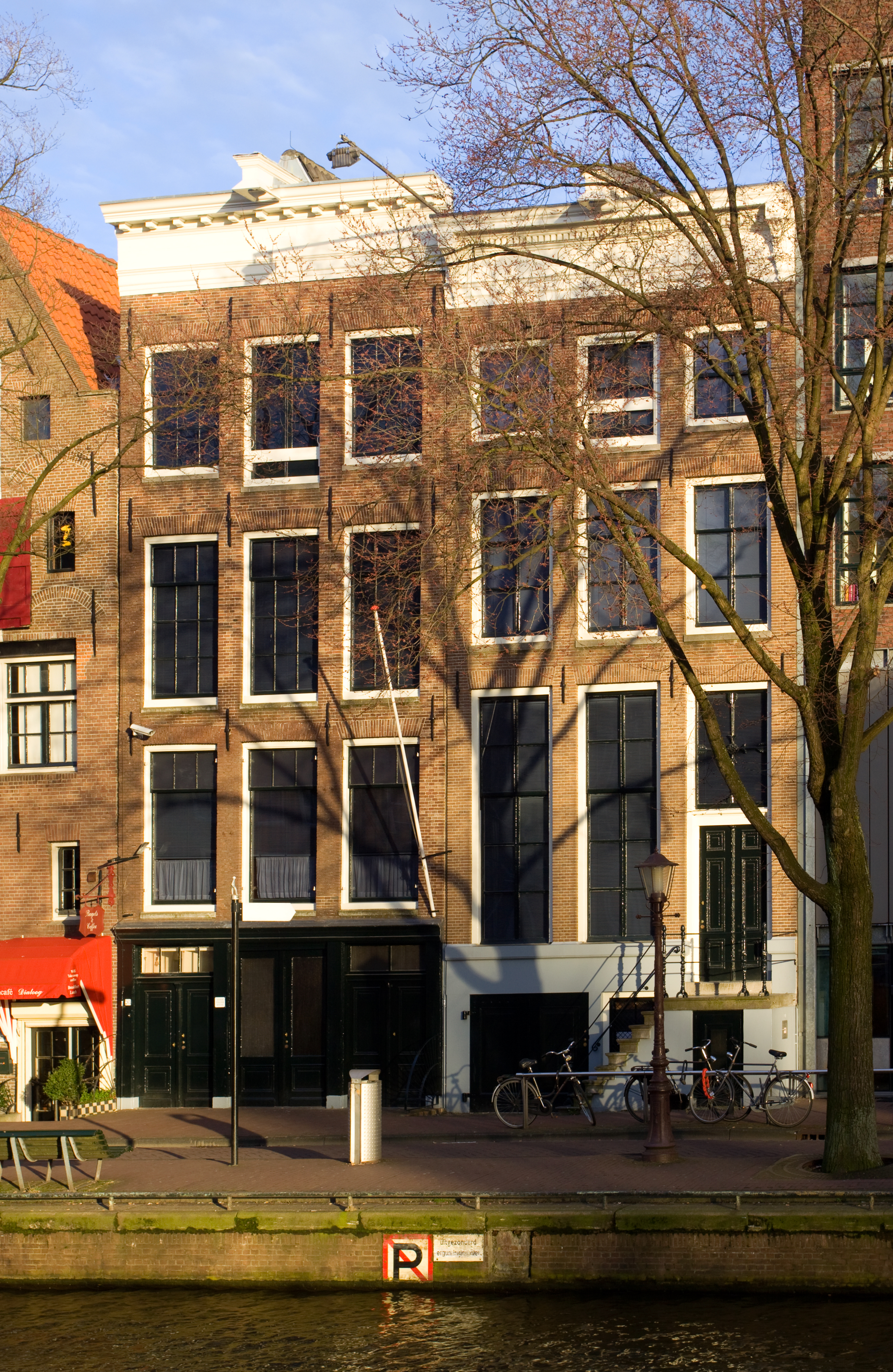
Fachada del antiguo edificio Opekta en Prinsengracht 263, una calle a lo largo de uno de los canales de Ámsterdam. El Anexo Secreto (Achterhuis) está en la parte trasera en un cuarto que da al patio.

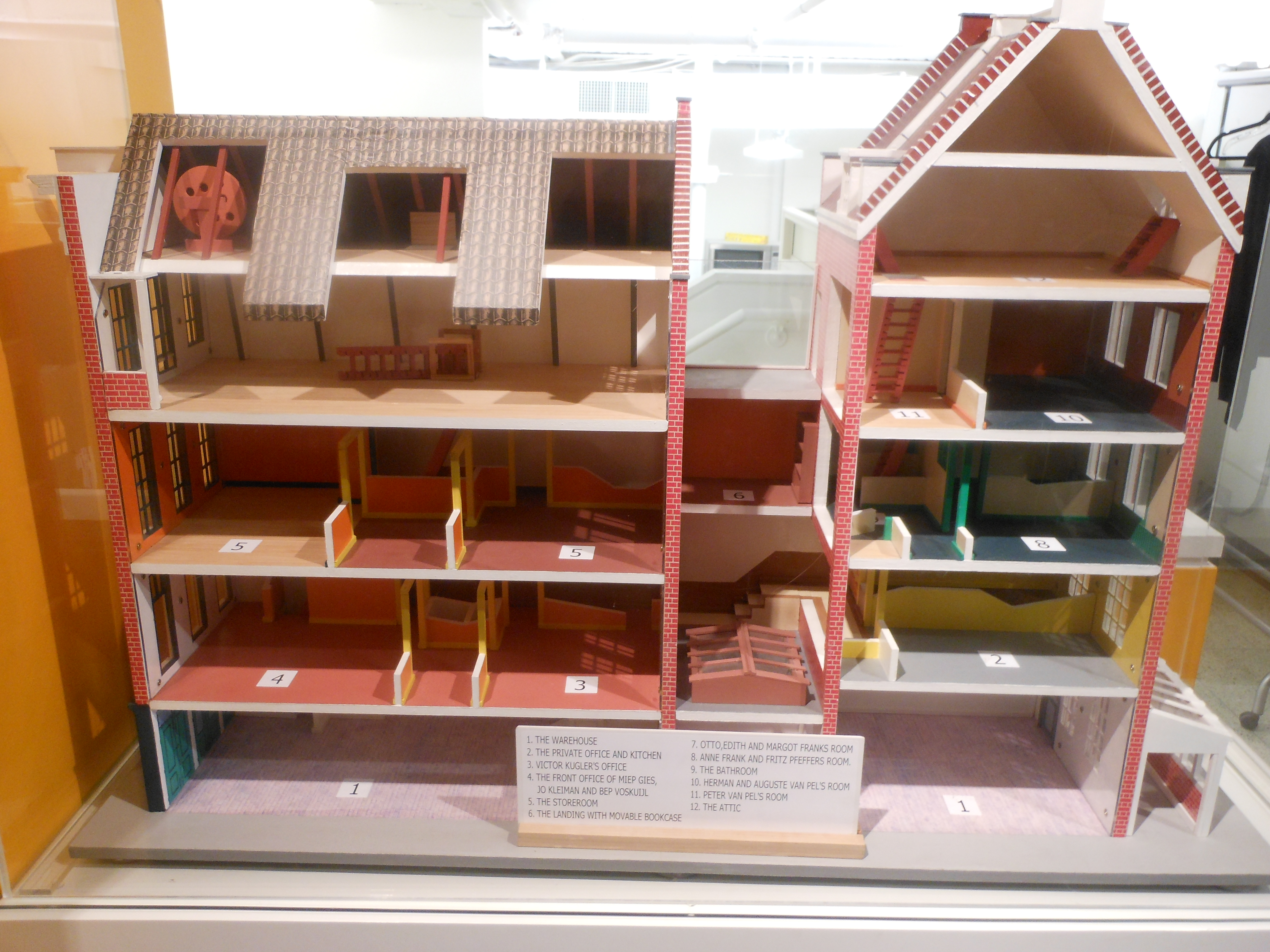
Maqueta de la casa donde vivió Margot Frank

Durante la ocupación nazi de los Países Bajos, las medidas antijudías se sucedieron rápidamente. Ámsterdam estuvo plagada de carteles con el texto: "Prohibido para judíos". En el verano de 1942 comenzó la deportación sistemática de judíos de los Países Bajos. El 5 de julio de 1942, Margot recibió un citatorio expedido por la «Oficina Central para la Emigración Judía» (en alemán: «Zentralstelle für jüdische Auswanderung») que le ordenaba presentarse en un campo de trabajo. Fue la única de la familia que recibió una llamada para "empleo en Alemania". Margot pertenecía al primer grupo de judíos en los Países Bajos en recibir tal llamado, entre ellos había principalmente judíos alemanes, siendo este el inicio de los traslados. Según lo que escribió su hermana Ana en su diario, Margot recibió el citatorio y le hizo creer que era para su padre, aunque después le confesó que en realidad era para ella, al día siguiente, ella y su familia iniciaron la vida en confinamiento en el "anexo secreto" (en holandés: achterhuis) del edificio de la compañía de su padre: La casa de atrás.

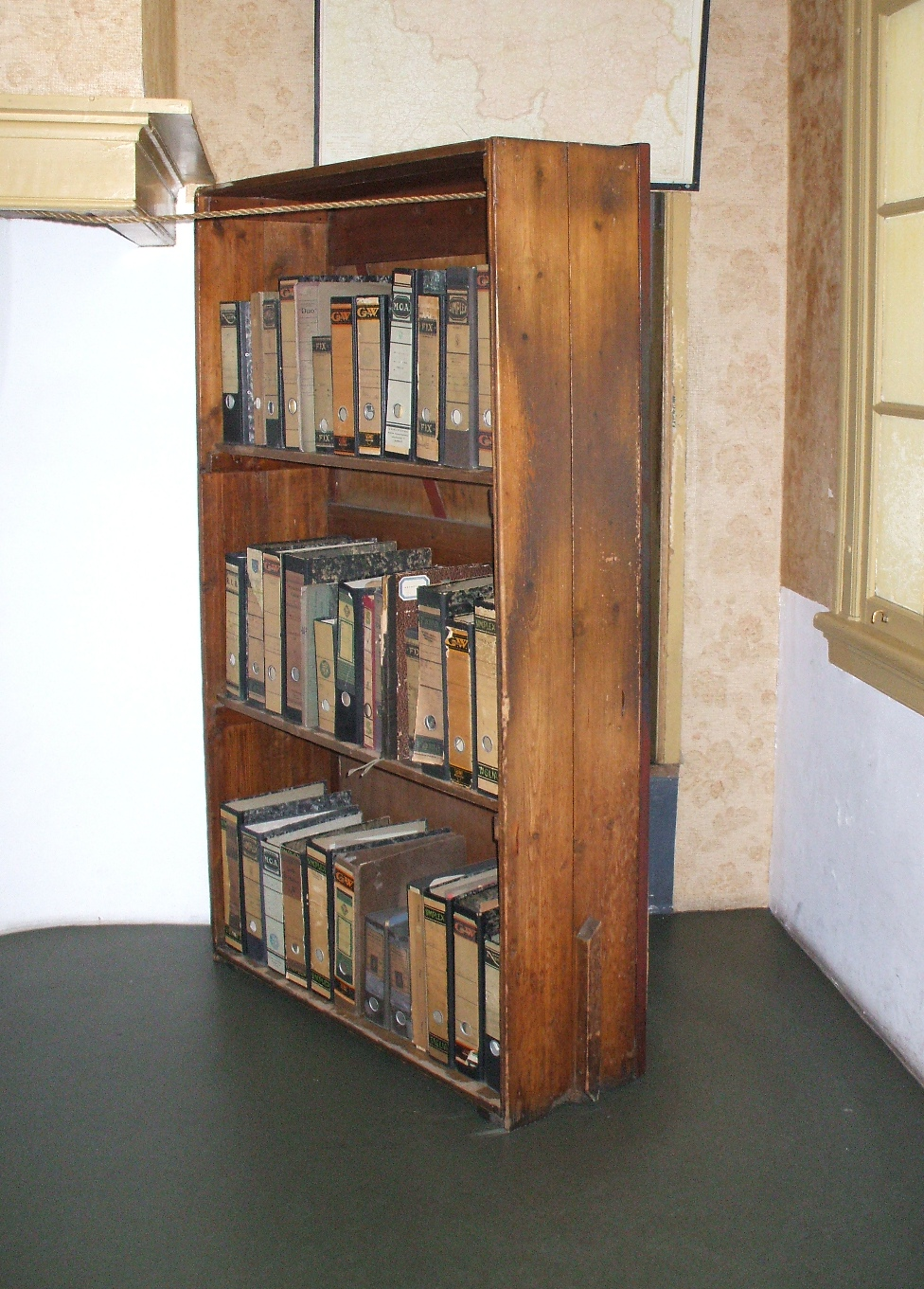
Reconstrucción de la estantería que cubría la entrada al anexo secreto, en la casa de la familia Frank.

Otto y Edith Frank se habían estado preparando para esconderse desde principios de 1942, comenzando a preparar un refugio. A la mañana siguiente, a Ana y a Margot se les explica el plan que Otto ha preparado con los miembros de confianza del personal: la familia se esconderá en habitaciones en las plantas superiores detrás de las oficinas de la compañía Opekta en Prinsengracht 263, una calle a lo largo de uno de los canales de Ámsterdam. En la mañana del 6 de julio de 1942, Margot y su familia ingresaron al refugio. Su apartamento queda en un aparente desastre para dar la impresión de que se han ido repentinamente.
El anexo (Achterhuis) es un espacio de tres niveles en la parte posterior del edificio al que se accede a través de un rellano ubicado sobre las oficinas de la empresa. Victor Kugler, Johannes Kleiman, Miep Gies y Bep Voskuijl son los únicos empleados que saben que la familia Frank se esconde. Los cuatro, junto con el esposo de Miep, Jan Gies, y el padre de Bep, Johannes Hendrik Voskuijl —que hizo una estantería para camuflar la puerta del anexo secreto, y evitar que fueran descubiertos— los ayudan a ocultarse durante su confinamiento. El 13 de julio de 1942, a la familia Frank se le unió la familia van Pels: Hermann, su esposa Augusta (renombrada Petronella), y el hijo de ambos, Peter, de 16 años. Hermann van Pels era socio comercial de Otto Frank y las dos familias eran amigas. En noviembre de 1942, se agregó una octava persona: se les une Fritz Pfeffer, un dentista y amigo de la familia. Margot durmió en la habitación de sus padres desde ese día y Ana compartió su habitación con Fritz Pfeffer.
Margot y su familia se mantuvieron escondidos durante dos años. Fue durante este confinamiento cuando su hermana, Ana, escribió El diario de Ana Frank. Durante el día, Margot y los otros integrantes del refugio debían tener mucho cuidado y permanecer en silencio para que el personal de la oficina no los escuchase. Las familias escondidas trataron de vivir de la manera más normal posible, ciñéndose a un estricto horario durante el día. Por la noche se podían mover más libremente, pero siempre con el miedo constante a ser descubiertos. Margot, Ana y Peter, dedicaban unas horas a sus actividades escolares. Esperaban que la guerra terminase pronto para poder reanudar sus estudios. Como curiosidad, Miep Gies recordó años después, que las veces que visitaba el anexo, Margot estaba presente pero permanecía callada, de hecho nunca pudo tener una conversación con ella, prueba de lo reservada que era.

## Arresto y muerte

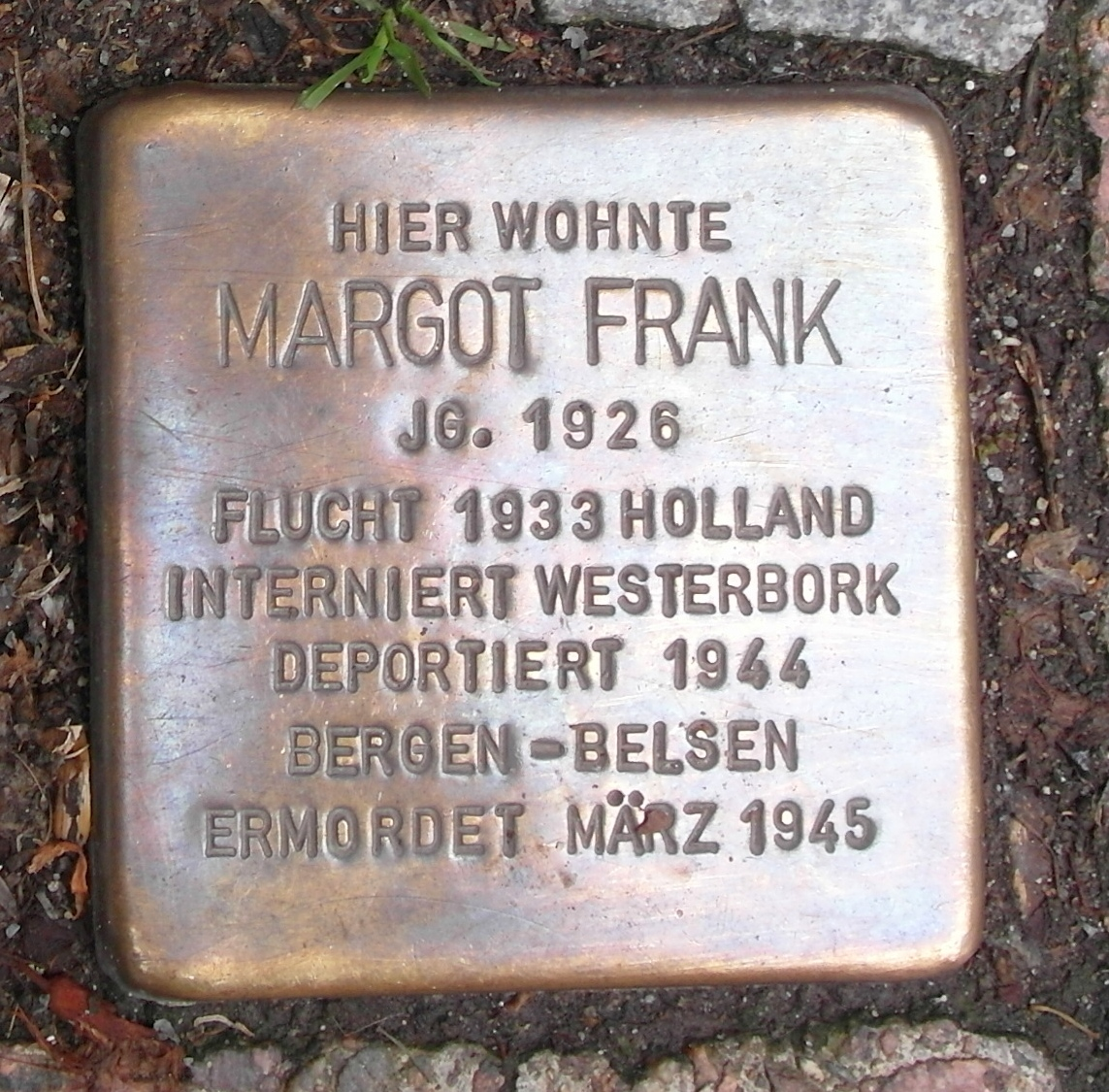
Stolperstein para Margot Frank en la Pastorplatz de Aquisgrán, Alemania.

Junto con los otros ocupantes del escondite, Margot Frank fue arrestada por la Gestapo el 4 de agosto de 1944, y detenida en su cuartel general durante la noche anterior de ser trasladada a una celda de una prisión cercana durante tres días. Desde aquí fue enviada en tren, el 8 de agosto, al campo de concentración holandés de Westerbork. Como la familia Frank no había respondido al aviso de llamada de Margot en 1942 y había sido descubierta en la clandestinidad, ellos (junto con Fritz Pfeffer y la familia Van Pels) fueron declarados criminales por los funcionarios del campo y detenidos en su bloque de castigo para ser condenados a trabajos forzados en la planta de desmantelamiento de baterías, a pesar de ellos su estancia ahí fue cómoda, pudiendo mantener sus pertenencias. Permanecieron allí hasta que fueron seleccionados para la última deportación en tren de Westerbork a Auschwitz el 3 de septiembre de 1944. Después de un terrible viaje en tren de tres días, llegaron el 6 de septiembre en la oscuridad en la plataforma del campo de exterminio de Auschwitz-Birkenau en Polonia. Las ocho personas escondidas superaron la selección para las cámaras de gas. Los hombres y las mujeres fueron separados unos de los otros. Esa fue la última vez que se vieron, de hecho Otto diría que lo que más recordaba de la separación fue la triste mirada de Margot. Otto Frank, Hermann van Pels, Peter van Pels y Fritz Pfeffer fueron llevados al cercano campo de Auschwitz I. Margot, Ana, su madre Edith y Augusta van Pels se quedaron en el campamento de mujeres de Birkenau. 

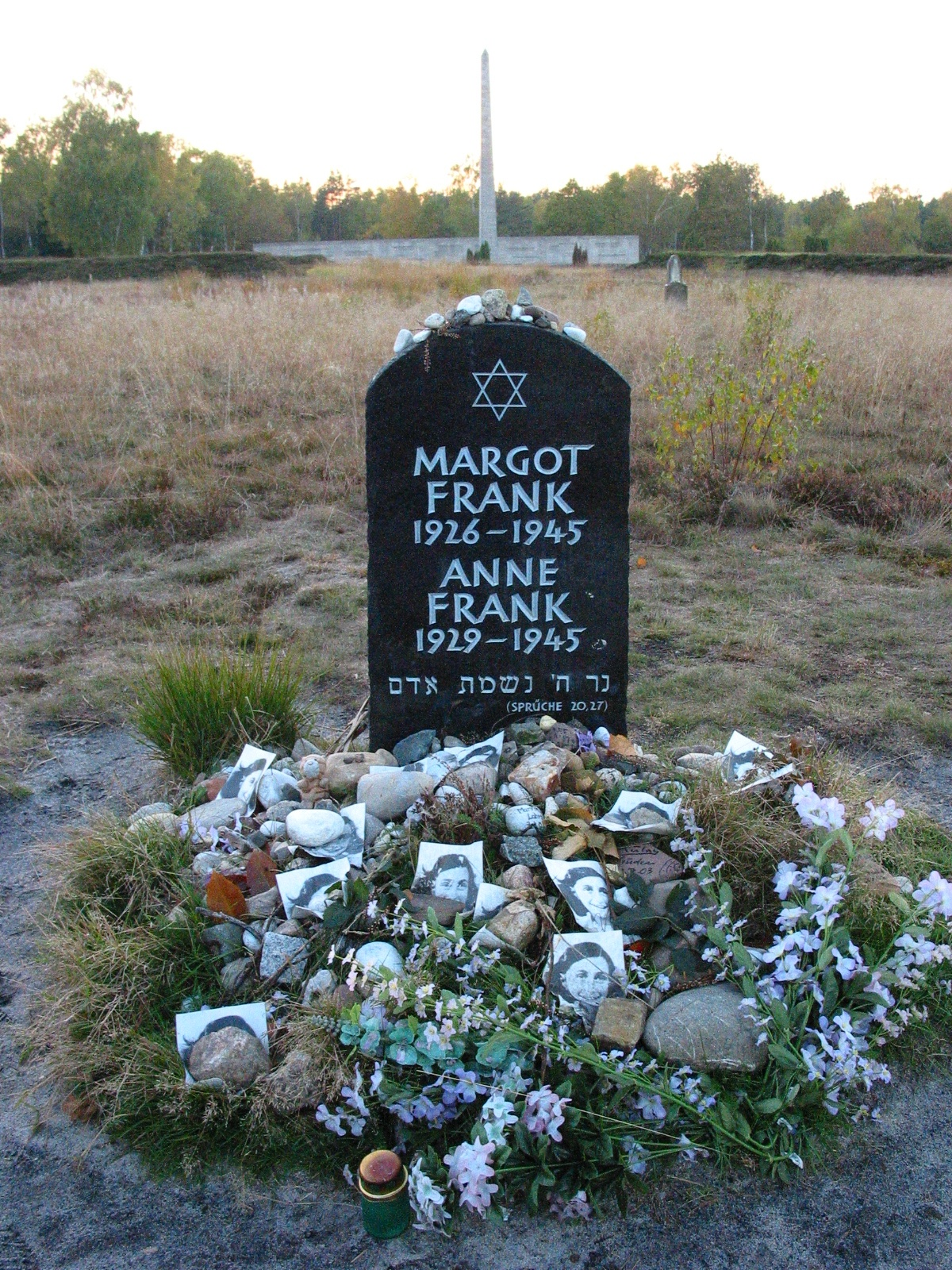
Memorial en homenaje a Margot Frank y su hermana Ana en el Campo de concentración de Bergen-Belsen.

Bloeme Evers-Emden, un nativo de Ámsterdam que había conocido a Margot y a Ana en el Liceo Judío, recordó que Margot y Edith fueron seleccionadas para ser transportadas al campo de trabajo de Libeau en la Alta Silesia, mientras que a Ana se le prohibió unirse porque había desarrollado sarna. Fue alojada en el llamado Krätzeblock (bloque de sarna) que estaba separado del resto del campamento por un alto muro. Margot fue con ella y no se apartó de su lado. Edith, que tampoco quiso ir en el trasporte, se quedó en el campamento y cuando podía les llevaba comida a sus hijas a través de un agujero en el muro. Bloeme continuó sin ellas, de haber ido probablemente hubieran sobrevivido ya que la mayoría de las mujeres trasportadas sobrevivieron. Después de una selección entre finales de octubre y principios de noviembre de 1944, Edith se quedaba atrás, mientras Margot, Ana y posteriormente Augusta fueron transportadas al superpoblado campo de concentración de Bergen-Belsen. Edith murió en Auschwitz en enero de 1945 debido a una enfermedad y debilitamiento, aunque se menciona inanición.
En Bergen-Belsen, las condiciones eran terribles, y ambas contrajeron tifus en el invierno de 1944. Apenas había comida y había enfermedades infecciosas. Ambas niñas estaban muy debilitadas y desarrollaron fiebre alta. Mientras Ana salía a menudo a buscar comida y reencontrarse con amigas que también estaban internadas en el campo, Margot estaba demasiado débil para levantarse y permanecía en su litera.
Margot Frank murió en febrero o marzo de 1945 a la edad de 18 o 19 años debido al tifus, aunque también se menciona que pudo haber muerto debido a una caída que sufrió de su litera mientras intentaba levantarse. Unos días más tarde, Ana también murió. Janny Brandes-Brilleslijper y su hermana Lientje las enterraron juntas en una de las fosas comunes del campamento; en julio de 1945. Una vez que regresó a los Países Bajos y se recuperó del tifus, Janny escribió a Otto Frank y le informó que sus dos hijas habían muerto. 
Otto Frank fue el único que sobrevivió de las ocho personas que se escondieron. Cuando regresó a Ámsterdam en junio de 1945, Miep Gies le dio el diario de Ana, que publicó en 1947 como recuerdo de ella. Junto con Ana, Margot Frank también escribió un diario durante su tiempo en el confinamiento (Ana mencionó el diario de su hermana en el suyo propio), pero el diario de Margot nunca fue encontrado. 
El campo de concentración sería liberado unas semanas después por las tropas británicas, el 15 de abril. Hay un monumento a Ana y Margot en las cercanías de Bergen-Belsen.